# Cidinho & Doca
Cidinho & Doca zijn een Braziliaans MC-duo. Hun Rap da felicidade uit 1995 is een van de bekendste raps uit de funk carioca, een hip-hopvariant uit Rio de Janeiro. In 2008 werden ze in Europa bekend doordat hun veertien jaar oude nummer Rap das Armas in een Braziliaanse film werd gebruikt, waarna het door veel dj's geremixt werd. In verschillende Europese landen haalde een remix de hitparade.

## Geschiedenis
Sidney da Silva (Cidinho) en Marcos Paulo de Jesus Peixoto (Doca) groeiden allebei op in Cidade de Deus, een favela in Rio de Janeiro waar veel criminaliteit is. Ze kennen elkaar als sinds hun jeugd en zaten op dezelfde school. In 1994 braken ze door, nadat ze door de MC's Juniór & Leonardo werden uitgenodigd het refrein van hun nummer Rap das Armas (Wapenrap) te zingen. Zij hadden dit nummer een jaar eerder geschreven en ook al eens opgenomen, maar namen samen met Cidinho en Doca een versie met een nieuwe tekst op. De rap werd snel bekend in Rio de Janeiro, dankzij het aanstekelijke refrein, waarin het geluid van een machinegeweer wordt geïmiteerd (parapapapapa). Niet lang daarna namen Cidinho & Doca ook een eigen versie op, zonder Juniór & Leonardo. Het nummer werd bestempeld als proibidãofunk (streng verboden funk), omdat het in tegenstelling tot de intentie van de schrijvers, als een excuus voor misdaad werd gezien. Daarom werd het nummer niet op de radio gedraaid. Desondanks kreeg het grote bekendheid.
Een jaar later zetten ze zichzelf pas echt op de kaart met de Rap da felicidade (Geluksrap), waarin ze net als in Rap das Armas de sociale problemen in de favela's aan de kaak stelden. Vooral het refrein van het nummer werd erg bekend en kan door veel jonge Brazilianen worden meegezongen. Een regel uit dat refrein, Eu só quero é ser feliz (vert: Ik wil gewoon gelukkig zijn) werd de titel van hun debuutalbum. Door hun succes waren Cidinho en Doca in staat een huis en een auto te kopen, hetgeen voor veel mensen uit de favela's een droom is.
In 2007 werd Rap das Armas in de film Tropa de Elite van José Padilha gebruikt. Hier kwam het nummer opnieuw in de belangstelling te staan. In Europa werd het nummer opgepikt door een aantal dj's die er een remix van maakten. Hoewel in de film de originele versie van Juniór & Leonardo werd gebruikt, werden de remixen gebaseerd op de versie met de andere tekst van Cidinho & Doca, waardoor ook zij plots in de belangstelling kwamen te staan. Begin 2008 werd het nummer als eerst een grote hit in Portugal. In Nederland haalde een remix van de Nederlandse dj Quintino begin 2009 de eerste plaats in de hitlijsten. Een paar maanden later werd dit succes in Zweden geëvenaard en ook in andere Europese landen werd het nummer een, zij het wat kleinere, hit. Hierdoor kregen Cidinho en Doca de kans om te gaan optreden in Europa. Naar eigen zeggen zijn ze sinds de jaren 90 wat kaler, maar ook een stuk volwassener geworden.

## Bezetting
- Sidney da Silva (Cidinho)
- Marcos Paulo de Jesus Peixoto (Doca)

## Discografie

### Singles
| Single met eventuele hitnotering(en) in de Nederlandse Top 40 | Datum van verschijnen | Datum van binnenkomst | Hoogste positie | Aantal weken | Opmerkingen                                 |
| ------------------------------------------------------------- | --------------------- | --------------------- | --------------- | ------------ | ------------------------------------------- |
| Rap das Armas                                                 | 2009                  | 17-01-2009            | 1(2wk)          | 13           | Quintino remix / Nr. 1 in de Single Top 100 |

| Single met hitnotering(en) in de Vlaamse Ultratop 50 | Datum van verschijnen | Datum van binnenkomst | Hoogste positie | Aantal weken | Opmerkingen    |
| ---------------------------------------------------- | --------------------- | --------------------- | --------------- | ------------ | -------------- |
| Rap das Armas                                        | 2009                  | 07-03-2009            | 30              | 9            | Quintino remix |